# Jalen Rose
Jalen Anthony Rose (Detroit, Míchigan; 30 de enero de 1973) es un exjugador estadounidense profesional de baloncesto que jugó durante 13 temporadas en la NBA. Con 2,03 metros de estatura, jugaba en la posición de escolta.
Es hijo del exjugador de la NBA Jimmy Walker, aunque no lo conoció personalmente.

## Trayectoria deportiva

### Universidad

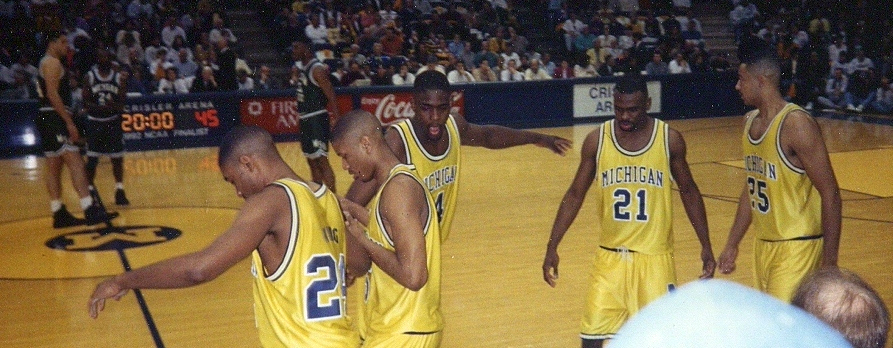
Los "Fab Five" de Míchigan (izquierda a derecha) Jimmy King, Rose, Chris Webber, Ray Jackson y Juwan Howard.

Jugó durante 3 temporadas con los Wolverines de la Universidad de Míchigan, formando junto a Chris Webber, Juwan Howard, Jimmy King y Ray Jackson los denominados "Fab Five", que llegaron en 2 ocasiones a la final de la NCAA en 1992 y 1993, perdiendo en ambas ocasiones. En su carrera colegial promedió un total de 17,5 puntos, 4,7 rebotes y 3,9 asistencias por partido.

### Profesional

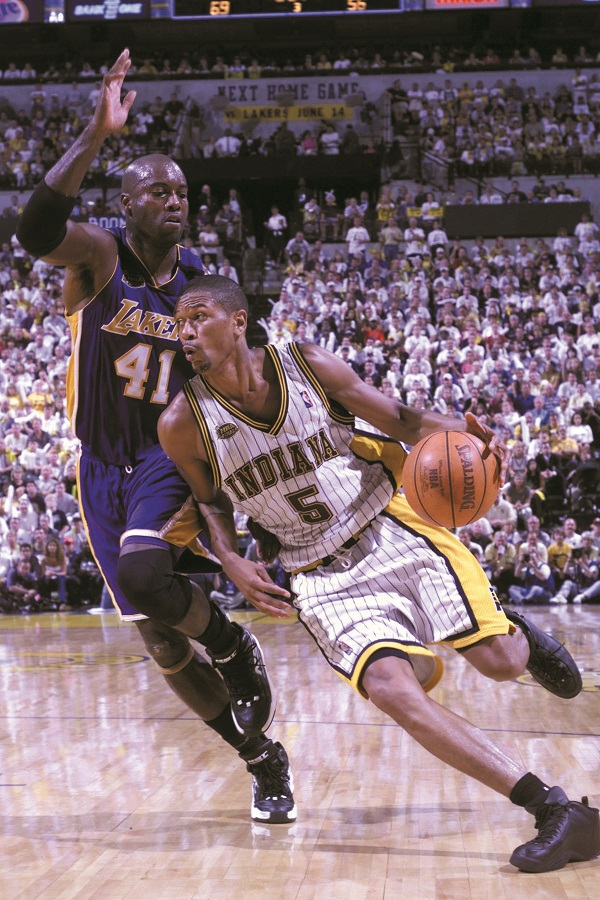
Rose con Indiana Pacers

Fue elegido en el puesto 13 de la primera ronda del Draft de la NBA de 1994 por Denver Nuggets, en cuya primera temporada se ganó aparecer en el segundo mejor quinteto de rookies tras promediar 8,2 puntos y 4,8 asistencias por partido. 
Tras dos años en Denver, fue traspasado a Indiana Pacers junto con Reggie Williams y una futura primera ronda del draft a cambio de Mark Jackson, Ricky Pierce y una primera ronda del draft.
Quizás sus mejores momentos en la NBA sucedieron en Indiana, a cuyo equipo ayudó a volver tras sus pasos tras una desastrosa temporada 1996-97 y lo llevó a tres finales consecutivas de la Conferencia Este. Como miembro de los Pacers, fue el primer jugador diferente a Reggie Miller en ocho años en liderar al equipo en anotación, con un promedio de 18,2 puntos. Consiguieron alcanzar las finales de la temporada 1999-00 en que cayeron frente a los Lakers en seis partidos. Rose promedió 23 puntos por encuentro en las finales, incluidos los 32 que anotó en el quinto. Al término de la temporada le fue entregado el premio al Jugador Más Mejorado de la NBA.
Durante la temporada 2001-02 fue traspasado a Chicago Bulls, junto a Travis Best, Norman Richardson y una futura segunda ronda del draft, a cambio de Brad Miller, Ron Mercer, Ron Artest y Kevin Ollie.
Tras 16 encuentros de la 2003–04, es traspasado a los Toronto Raptors, junto a Donyell Marshall y Lonny Baxter.
El 3 de febrero de 2006, a mitad de la temporada 2005–06, es traspasado a New York Knicks a cambio de Antonio Davis. Allí jugó de nuevo a las órdenes de Larry Brown, con el que ya estuvo en Indiana.
El 3 de noviembre de 2006, firma con los Phoenix Suns por un año y $1,5 millones.
Rose se retiró de la NBA en 2007, tras 13 temporadas, y con un promedio en su carrera de 14,3 puntos por partido.

## Estadísticas de su carrera en la NBA

### Temporada regular
| Año     | Equipo   | PJ  | PT  | MPP  | %TC  | %3P  | %TL  | RPP | APP | ROB | TPP | PPP  |
| ------- | -------- | --- | --- | ---- | ---- | ---- | ---- | --- | --- | --- | --- | ---- |
| 1994-95 | Denver   | 81  | 37  | 22.2 | .454 | .316 | .739 | 2.7 | 4.8 | .8  | .3  | 8.2  |
| 1995-96 | Denver   | 80  | 37  | 26.7 | .480 | .296 | .690 | 3.3 | 6.2 | .7  | .5  | 10.0 |
| 1996-97 | Indiana  | 66  | 6   | 18.0 | .456 | .292 | .750 | 1.8 | 2.3 | .9  | .3  | 7.3  |
| 1997-98 | Indiana  | 82  | 0   | 20.8 | .478 | .342 | .728 | 2.4 | 1.9 | .7  | .2  | 9.4  |
| 1998-99 | Indiana  | 49  | 1   | 25.3 | .403 | .262 | .791 | 3.1 | 1.9 | 1.0 | .3  | 11.1 |
| 1999-00 | Indiana  | 80  | 80  | 37.2 | .471 | .393 | .827 | 4.8 | 4.0 | 1.1 | .6  | 18.2 |
| 2000-01 | Indiana  | 72  | 72  | 40.9 | .457 | .339 | .828 | 5.0 | 6.0 | .9  | .6  | 20.5 |
| 2001-02 | Indiana  | 53  | 53  | 36.5 | .444 | .356 | .839 | 4.7 | 3.7 | .8  | .5  | 18.5 |
| 2001-02 | Chicago  | 30  | 30  | 40.5 | .470 | .370 | .839 | 4.1 | 5.3 | 1.1 | .5  | 23.8 |
| 2002-03 | Chicago  | 82  | 82  | 40.9 | .406 | .370 | .854 | 4.3 | 4.8 | .9  | .3  | 22.1 |
| 2003-04 | Chicago  | 16  | 14  | 33.1 | .375 | .426 | .765 | 4.0 | 3.5 | .8  | .3  | 13.3 |
| 2003-04 | Toronto  | 50  | 50  | 39.4 | .410 | .311 | .822 | 4.0 | 5.5 | .8  | .4  | 16.2 |
| 2004-05 | Toronto  | 81  | 65  | 33.5 | .455 | .394 | .854 | 3.4 | 2.6 | .8  | .1  | 18.5 |
| 2005-06 | Toronto  | 46  | 22  | 26.9 | .404 | .270 | .765 | 2.8 | 2.5 | .4  | .2  | 12.1 |
| 2005-06 | New York | 26  | 23  | 28.7 | .460 | .491 | .812 | 3.2 | 2.6 | .4  | .1  | 12.7 |
| 2006-07 | Phoenix  | 29  | 0   | 8.5  | .442 | .447 | .917 | 3.6 | 2.5 | .2  | .1  | 3.7  |
| Total   | Total    | 923 | 572 | 30.3 | .443 | .355 | .801 | 3.5 | 3.8 | .8  | .3  | 14.3 |

#### Playoffs
| Año   | Equipo  | PJ | PT | MPP  | %TC  | %3P  | %TL   | RPP | APP | ROB | TPP | PPP  |
| ----- | ------- | -- | -- | ---- | ---- | ---- | ----- | --- | --- | --- | --- | ---- |
| 1995  | Denver  | 3  | 3  | 33.0 | .464 | .250 | .600  | 3.7 | 6.0 | 1.0 | .7  | 10.0 |
| 1998  | Indiana | 15 | 0  | 19.5 | .480 | .375 | .741  | 1.8 | 1.9 | .7  | .4  | 8.1  |
| 1999  | Indiana | 13 | 0  | 27.3 | .442 | .348 | .824  | 2.4 | 2.5 | 1.0 | .4  | 12.2 |
| 2000  | Indiana | 24 | 23 | 41.9 | .437 | .429 | .805  | 4.4 | 3.4 | .7  | .5  | 20.8 |
| 2001  | Indiana | 4  | 4  | 41.0 | .380 | .313 | 1.000 | 4.5 | 2.8 | 1.5 | .3  | 18.0 |
| 2007  | Phoenix | 1  | 0  | 9.0  | .250 | .000 | .000  | 1.0 | 2.0 | .0  | .0  | 2.0  |
| Total | Total   | 59 | 30 | 31.9 | .438 | .385 | .801  | 3.2 | 2.9 | .8  | .4  | 14.6 |

### Universidad
| Año     | Equipo   | PJ | PT | MIN  | MPP  | TCI | TCC | %TC  | 3PI | 3PC | %3P  | TLI | TLC | %TL  | RebO | RebD | RebT | RPP | Ast | APP | Falt | DQ | Pérd. | ROB | Tap | Pts. | PPP  |
| ------- | -------- | -- | -- | ---- | ---- | --- | --- | ---- | --- | --- | ---- | --- | --- | ---- | ---- | ---- | ---- | --- | --- | --- | ---- | -- | ----- | --- | --- | ---- | ---- |
| 1991–92 | Míchigan | 34 | 33 | 1132 | 33.3 | 206 | 424 | .486 | 36  | 111 | .324 | 149 | 197 | .756 | 52   | 94   | 146  | 4.3 | 135 | 4.0 | 75   | 0  | 114   | 38  | 8   | 597  | 17.6 |
| 1992–93 | Míchigan | 36 | 36 | 1234 | 34.3 | 203 | 455 | .446 | 33  | 103 | .320 | 116 | 161 | .721 | 37   | 113  | 150  | 4.2 | 140 | 3.9 | 82   | 1  | 113   | 43  | 15  | 555  | 15.4 |
| 1993–94 | Míchigan | 32 | 32 | 1154 | 36.1 | 220 | 477 | .461 | 55  | 155 | .355 | 141 | 192 | .734 | 53   | 129  | 182  | 5.7 | 126 | 3.9 | 84   | 2  | 85    | 38  | 6   | 636  | 19.9 |